# Захарије Алексић
Захарије Алексић (18. век) био је сликар и иконописац.

## Биографија
Сликање икона учио је у Москви и Кијеву. Био је калуђер у манастиру Хопово, о чему постоји помен из 1764.